# Nordeste (Açores)
Nordeste é uma vila portuguesa na ilha de São Miguel, Região Autónoma dos Açores.
Esta vila é a sede do município de Nordeste com 101,51 km² de área e 4.436 habitantes (2023), subdividido em 9 freguesias. O município é limitado a sul pelo município da Povoação e a oeste pela Ribeira Grande e tem costa no oceano Atlântico a norte e leste.
No Nordeste existem muitos pontos turísticos como o Miradouro da Ponta do Sossego, o Miradouro da Ponta da Madrugada, a Serra da Tronqueira, o Farol do Arnel, o Parque Natural dos Caldeirões, entre outros miradouros que permitem avistar paisagens panorâmicas para o mar.
O Nordeste é muito conhecido pela sua vegetação e pelas lindas flores como as hortênsias ou as azáleas que enfeitam as estradas do concelho.
Aqui se localiza o Pico da Vara, ponto mais alto da ilha de São Miguel, com cerca de 1100 metros de altitude. O seu relevo é de carácter montanhoso, recortado por ribeiras que deslizam por entre a vegetação. Com uma extensão aproximada de 1982 hectares, incorpora uma grande quantidade de vegetação endémica e típica da Macaronésia, assim como todo um conjunto de flora rara e de grande valor. O Priolo, ave endêmica da ilha, encontra aqui o seu habitat.
Do Pico da Vara, miradouro natural, daqui se consegue ter uma impressionante panorâmica sobre grande parte da ilha, com destaque para o Planalto dos Graminhais, o Pico Verde e a Serra da Tronqueira, a sul, e as encostas da caldeira das Furnas e as serras de Água de Pau e Devassa, a oeste.

## Freguesias
As freguesias do município de Nordeste são as seguintes:
- Achada
- Achadinha
- Algarvia
- Lomba da Fazenda
- Nordeste (Vila e Lomba da Pedreira)
- Salga
- Santana (Feteira Grande e Feteira Pequena)
- Santo António de Nordestinho
- São Pedro de Nordestinho

Até Julho de 2002, as freguesias de Algarvia, Santo António de Nordestinho e São Pedro de Nordestinho integravam uma freguesia maior, chamada Nordestinho, entretanto desmembrada.

## Cultura
- Museu Municipal do Nordeste - possui importante colecção etnográfica, nomeadamente equipamento doméstico, trajes, alfaias agrícolas, transportes, o acervo completo de uma antiga destilaria, conjunto de ceifeira debulhadora enfardadeira com máquina a vapor.[5]

## População
| Número de habitantes *                   | Número de habitantes * | Número de habitantes * | Número de habitantes * | Número de habitantes * | Número de habitantes * | Número de habitantes * | Número de habitantes * | Número de habitantes * | Número de habitantes * | Número de habitantes * | Número de habitantes * | Número de habitantes * | Número de habitantes * | Número de habitantes * | Número de habitantes * |
| ---------------------------------------- | ---------------------- | ---------------------- | ---------------------- | ---------------------- | ---------------------- | ---------------------- | ---------------------- | ---------------------- | ---------------------- | ---------------------- | ---------------------- | ---------------------- | ---------------------- | ---------------------- | ---------------------- |
| 1864                                     | 1878                   | 1890                   | 1900                   | 1911                   | 1920                   | 1930                   | 1940                   | 1950                   | 1960                   | 1970                   | 1981                   | 1991                   | 2001                   | 2011                   | 2021                   |
| 7 647                                    | 8 668                  | 9 985                  | 10 031                 | 9 552                  | 9 135                  | 10 006                 | 10 727                 | 11 553                 | 11 180                 | 8 885                  | 6 803                  | 5 490                  | 5 291                  | 4 937                  | 4 368                  |
| Número de habitantes por Grupo Etário ** |                        |                        |                        |                        |                        |                        |                        |                        |                        |                        |                        |                        |                        |                        |                        |
|                                          |                        |                        | 1900                   | 1911                   | 1920                   | 1930                   | 1940                   | 1950                   | 1960                   | 1970                   | 1981                   | 1991                   | 2001                   | 2011                   | 2021                   |
| 0-14 Anos                                | 0-14 Anos              | 0-14 Anos              | 3 272                  | 3 165                  | 3 435                  | 3 583                  | 3 629                  | 3 653                  | 3 961                  | 2 935                  | S/ dados               | 1 290                  | 1 041                  | 876                    | 576                    |
| 15-24 Anos                               | 15-24 Anos             | 15-24 Anos             | 1 610                  | 1 409                  | 1 398                  | 1 929                  | 2 133                  | 2 008                  | 1 707                  | 1 495                  | S/ dados               | 926                    | 810                    | 638                    | 515                    |
| 25-64 Anos                               | 25-64 Anos             | 25-64 Anos             | 3 895                  | 3 543                  | 3 427                  | 3 752                  | 4 315                  | 5 023                  | 4 736                  | 3 585                  | S/ dados               | 2 317                  | 2 492                  | 2 550                  | 2 353                  |
| = ou > 65 Anos                           | = ou > 65 Anos         | = ou > 65 Anos         | 679                    | 676                    | 761                    | 715                    | 621                    | 710                    | 776                    | 870                    | S/ dados               | 957                    | 948                    | 873                    | 924                    |

- Número de habitantes "residentes", ou seja, que tinham a residência oficial neste concelho à data em que os censos se realizaram.
- De 1900 a 1950 os dados referem-se à população "de facto", ou seja, que estava presente no concelho à data em que os censos se realizaram. Daí que se registem algumas diferenças relativamente à designada população residente